# Вентелер, Хенк
Хендерикюс (Хенк) Вентелер (нидерл. Henderikus "Henk" Wenteler; 27 марта 1940, Амстердам — 28 августа 2018, Мелик) — нидерландский футболист, игравший на позиции вратаря, выступал за клуб «Гоу Эхед».

## Биография
Хенк родился в марте 1940 года в Амстердаме. Отец — Хендерикюс Вентелер, был родом из Веспа, мать — Гертрёйда Далхёйсен, родилась в деревне Вреланд. Помимо него, в семье был ещё младший сын Меттюс. С 1946 по 1952 год обучался в 8-й начальной школе Монтессори, а с 1952 по 1956 год в 1-й школе Монтессори.
В июле 1960 года 20-летний Вентелер перешёл в футбольный клуб «Гоу Эхед» из Девентера, на тот момент он проходил военную службу в военном лагере ’т Харде. До этого голкипер принадлежал амстердамскому «Аяксу». В апреле 1961 года в матче Эрстедивизи он пропустил 10 голов от «Херенвена».
В 1963 году его команда вышла в Эредивизи — Высший дивизион Нидерландов. В сезоне 1963/64 он принял участие в двух встречах чемпионата — 1 сентября 1963 года вышел на замену в матче с ПСВ, заменив после перерыва Тёна ван Пелта, а 16 февраля 1964 года отыграл полный матч против «Энсхеде». В июне 1964 года Хенк был выставлен на трансфер и в итоге перешёл в клуб «Зволсе Бойз» из второго дивизиона. Летом 1965 года Вентелер вновь оказался в трансферном списке.
Был женат на Корнелии (Корри) ван Олффен. В браке родились двое сыновей — Андре и Марко.
Умер 28 августа 2018 года в церковной деревне Мелик в возрасте 78 лет. Церемония кремации состоялась 3 сентября в Рурмонде.